# UCI WorldTour 2022
Die UCI WorldTour 2022 war die 12. Ausgabe der höchsten Rennserie im Straßenradsport der Männer.
Insgesamt sollten vom 20. Februar bis 18. Oktober 2022 33 Wettbewerbe auf drei Kontinenten ausgetragen werden, davon 19 Eintagesrennen und 14 Etappenrennen. Dazu gehören die dreiwöchigen Grand Tours Tour de France, Giro d’Italia und Vuelta a España sowie wichtige Klassiker, darunter die fünf Monumente des Radsports Mailand–Sanremo, die Flandern-Rundfahrt, Paris–Roubaix, Lüttich–Bastogne–Lüttich und die Lombardei-Rundfahrt. Die Austragungen der Benelux Tour und der Tour of Guangxi wurden jedoch abgesagt, sodass nur 31 Rennen stattfanden und die Saison bereits am 8. Oktober mit der Lombardei-Rundfahrt endete.
Startberechtigt waren die besonders lizenzierten UCI WorldTeams, die bei allen Rennen, die bereits 2016 im Kalender standen, auch zum Start verpflichtet waren. Ebenfalls startberechtigt, aber nicht startverpflichtet, waren außerdem aufgrund der Weltranglistenposition ausgewählte UCI ProTeams. Weitere UCI ProTeams konnten durch den jeweiligen Veranstalter eines Rennens nach dessen Wahl eingeladen werden. Mit Genehmigung des Professional Cycling Council war außerdem pro Rennen ein Nationalteam des Gastgeberlandes zur Teilnahme berechtigt.

## Rennen
| Datum              | Rennen                               | Punkte | Sieger                 | Team                               |
| ------------------ | ------------------------------------ | ------ | ---------------------- | ---------------------------------- |
| 20.–26. Februar    | UAE Tour (Details)                   | 0300   | Tadej Pogačar          | UAE Team Emirates                  |
| 26. Februar        | Omloop Het Nieuwsblad (Details)      | 0300   | Wout van Aert          | Jumbo-Visma                        |
| 5. März            | Strade Bianche (Details)             | 0300   | Tadej Pogačar          | UAE Team Emirates                  |
| 6.–13. März        | Paris–Nizza (Details)                | 0500   | Primož Roglič          | Jumbo-Visma                        |
| 7.–13. März        | Tirreno–Adriatico (Details)          | 0500   | Tadej Pogačar          | UAE Team Emirates                  |
| 19. März           | Mailand–Sanremo (Details)            | 0500   | Matej Mohorič          | Bahrain Victorious                 |
| 21.–27. März       | Katalonien-Rundfahrt (Details)       | 0500   | Sergio Higuita         | Bora-hansgrohe                     |
| 23. März           | Driedaagse Brugge-De Panne (Details) | 0300   | Tim Merlier            | Alpecin-Fenix                      |
| 25. März           | E3 Harelbeke (Details)               | 0400   | Wout van Aert          | Jumbo-Visma                        |
| 27. März           | Gent–Wevelgem (Details)              | 0400   | Biniam Girmay          | Intermarché-Wanty-Gobert Matériaux |
| 30. März           | Dwars door Vlaanderen (Details)      | 0300   | Mathieu van der Poel   | Alpecin-Fenix                      |
| 3. April           | Flandern-Rundfahrt (Details)         | 0500   | Mathieu van der Poel   | Alpecin-Fenix                      |
| 4.–9. April        | Baskenland-Rundfahrt (Details)       | 0500   | Daniel Felipe Martínez | Ineos Grenadiers                   |
| 10. April          | Amstel Gold Race (Details)           | 0500   | Michał Kwiatkowski     | Ineos Grenadiers                   |
| 17. April          | Paris–Roubaix (Details)              | 0500   | Dylan van Baarle       | Ineos Grenadiers                   |
| 20. April          | La Flèche Wallonne (Details)         | 0400   | Dylan Teuns            | Bahrain Victorious                 |
| 24. April          | Lüttich–Bastogne–Lüttich (Details)   | 0500   | Remco Evenepoel        | Quick-Step Alpha Vinyl Team        |
| 26. April – 1. Mai | Tour de Romandie (Details)           | 0500   | Alexandr Vlasov        | Bora-hansgrohe                     |
| 1. Mai             | Eschborn–Frankfurt (Details)         | 0300   | Sam Bennett            | Bora-hansgrohe                     |
| 7.–29. Mai         | Giro d’Italia (Details)              | 0850   | Jai Hindley            | Bora-hansgrohe                     |
| 5.–12. Juni        | Critérium du Dauphiné (Details)      | 0500   | Primož Roglič          | Jumbo-Visma                        |
| 12.–19. Juni       | Tour de Suisse (Details)             | 0500   | Geraint Thomas         | Ineos Grenadiers                   |
| 1.–24. Juli        | Tour de France (Details)             | 1000   | Jonas Vingegaard       | Jumbo-Visma                        |
| 30. Juli           | Clásica San Sebastián (Details)      | 0400   | Remco Evenepoel        | Quick-Step Alpha Vinyl Team        |
| 30. Juli–5. August | Polen-Rundfahrt (Details)            | 0500   | Ethan Hayter           | Ineos Grenadiers                   |
| 19. Aug.–11. Sep.  | Vuelta a España (Details)            | 0850   | Remco Evenepoel        | Quick-Step Alpha Vinyl Team        |
| 21. August         | Cyclassics Hamburg (Details)         | 0400   | Marco Haller           | Bora-hansgrohe                     |
| 28. August         | Bretagne Classic (Details)           | 0400   | Wout van Aert          | Jumbo-Visma                        |
| 29. Aug.–4. Sep.   | / Benelux Tour                       | 0500   | abgesagt               | abgesagt                           |
| 9. September       | GP de Québec (Details)               | 0500   | Benoît Cosnefroy       | AG2R Citroën Team                  |
| 11. September      | GP de Montréal (Details)             | 0500   | Tadej Pogačar          | UAE Team Emirates                  |
| 8. Oktober         | Il Lombardia (Details)               | 0500   | Tadej Pogačar          | UAE Team Emirates                  |
| 13.–18. Oktober    | Gree-Tour of Guangxi                 | 0300   | abgesagt               |                                    |

## Teams
Am 9. Dezember 2021 gab die UCI die Registrierung von 18 UCI WorldTeams für die Saison 2022 bekannt. 18 der 19 WorldTeams des Jahres 2021 erhielten auch für 2022 eine Lizenz, zum Teil unter anderen Namen. Das Team DSM wurde nicht wie bis 2021 als deutsches, sondern als niederländisches Team registriert. Das in finanzielle Schwierigkeiten geratene südafrikanische Team Qhubeka NextHash wurde nicht mehr als WorldTeam registriert. Als in der Weltrangliste bestplatzierte UCI ProTeams erhielten die Mannschaften Alpecin-Fenix und Arkéa-Samsic Startrecht zu allen Rennen der WorldTour und TotalEnergies Startrecht zu den WorldTour-Eintagesrennen.
| Name (UCI-Code)                          | Betreiber                        | Nationalität                 | Radhersteller    |
| ---------------------------------------- | -------------------------------- | ---------------------------- | ---------------- |
| AG2R Citroën Team (ACT)                  | EUSRL France Cyclisme            | Frankreich                   | BMC              |
| Astana Qazaqstan Team (AST)              | Olympus Sarl                     | Kasachstan                   | Wilier Triestina |
| Bahrain Victorious (TBV)                 | Bahrain World Tour Cycling Team  | Bahrain                      | Merida           |
| Bora-hansgrohe (BOH)                     | Ralph Denk pro cycling GmbH      | Deutschland                  | Specialized      |
| Cofidis (COF)                            | Cofidis Compétition EUSRL        | Frankreich                   | De Rosa          |
| EF Education-EasyPost (EFE)              | Slipstream Sports, LLC           | Vereinigte Staaten           | Cannondale       |
| Groupama-FDJ (GFC)                       | Société de Gestion de L'Echappée | Frankreich                   | Lapierre         |
| Ineos Grenadiers (IGD)                   | Tour Racing Limited              | Vereinigtes Königreich       | Pinarello        |
| Intermarché-Wanty-Gobert Matériaux (IWG) | Want You Cycling                 | Belgien                      | Cube             |
| Israel-Premier Tech (IPT)                | Cycling Academy Ltd.             | Israel                       | Factor           |
| Jumbo-Visma (TJV)                        | Team Oranje Road BV              | Niederlande                  | Cervélo          |
| Lotto Soudal (LTS)                       | Belgian Cycling Project          | Belgien                      | Ridley           |
| Movistar Team (MOV)                      | Abarca Sports S.L.               | Spanien                      | Canyon Bicycles  |
| Quick-Step Alpha Vinyl Team (QST)        | Decolef lux sarl                 | Belgien                      | Specialized      |
| Team BikeExchange-Jayco (BEX)            | GreenEdge Cycling                | Australien                   | Giant            |
| Team DSM (DSM)                           | SMS Cycling B.V.                 | Niederlande                  | Scott            |
| Trek-Segafredo (TFS)                     | Trek Factory Racing              | Vereinigte Staaten           | Trek             |
| UAE Team Emirates (UAD)                  | CGS Cycling Team AG              | Vereinigte Arabische Emirate | Colnago          |

→ Zu den UCI ProTeams 2022 siehe UCI ProSeries 2022#Teams